# Chung Bi-won
Chung Bi-won est un boxeur sud-coréen né le 15 janvier 1960 à Séoul.

## Carrière
Passé professionnel en 1982, il devient champion de Corée du Sud des poids mi-mouches en 1983 puis champion du monde des poids mouches IBF 27 avril 1986 après sa victoire aux points contre son compatriote Chung Jong-kwan. Bi-won perd son titre dès le combat suivant face à un autre sud-coréen, Shin Hi-sup, le 2 août 1986. Il met un terme à sa carrière de boxeur en 1989 sur un bilan de 27 victoires, 7 défaites et 2 matchs nuls.